# Bibliotheek der Wetenschappen van Opper-Lausitz
De Bibliotheek der Wetenschappen van Opper-Lausitz (Duits: Oberlausitzische Bibliothek der Wissenschaften (OLB)) is een wetenschappelijke bibliotheek en regiobibliotheek in de stad Görlitz, Duitsland.